# 이호석 (쇼트트랙 선수)
이호석(李昊錫, 1986년 6월 25일~)은 대한민국의 전직 쇼트트랙 선수이다. 올림픽에 3회 참가하였으며 2006년 동계 올림픽에서 남자 계주 금메달을 획득했다. 그는 세계 쇼트트랙 선수권 대회에서 종합 우승 2회, 쇼트트랙 월드컵에서 1회 종합 우승 1회를 달성했다.

## 학력
- 홍익대학교 사범대학 부속초등학교
- 신목중학교
- 신목고등학교
- 경희대학교 체육교육과
- 경희대학교 대학원

## 선수 활동
- 2003년 헝가리 부다페스트에서 열린 세계 주니어 선수권 대회에서 종합 우승을 하면서 세계 무대에서 처음으로 주목을 받았고, 2004년 베이징 세계 주니어 선수권 대회와 2005년 베오그라드 세계 주니어 선수권대회를 내리 석권, 최초로 세계 주니어 선수권 대회 종합 우승 3연패를 달성하였다. 이는 현재까지 유일한 기록으로 남아 있다.
- 2006년 토리노 동계 올림픽 남자 5000m 계주에서 금메달을, 1000m와 1500m에서 은메달을 땄다.
- 2009년 세계 선수권대회에서 종합우승을 했다.
- 2010년 벤쿠버 동계 올림픽 남자 1500m 결승전에서 성시백과 마지막 코너에서 경합하다가 무리하게 추월을 시도, 성시백과 함께 넘어져 실격처리되었다.[1] 남자 1000m에서는 이정수에 이어서 은메달을 획득했다.
- 2010년 3월에 불가리아 소피아에서 열린 세계선수권대회에 출전하여 남자 1000m와 3000m 슈퍼파이널에서 우승하면서 세계선수권 종합 우승 2연패를 달성하였다. 3000m 슈퍼파이널에서 세계기록에 불과 3초 뒤진 4분 35초 71의 대회 신기록으로 피니쉬 라인을 통과하였으나, 레이스를 한 선수 전원이 1바퀴 덜 돈 사실을 아무도 알아차리지 못한 것으로 뒤늦게 밝혀졌으며 결국 순위는 인정받았지만 기록은 공식적으로 인정되지 않았다.[2]
- 2015년 4월 12일 종합선수권대회에서 은퇴하였다.

## 수상
- 체육훈장 청룡장(2017년 10월 17일)

## 같이 보기
- 2006년 동계 올림픽 대한민국 선수단
- 2010년 동계 올림픽 대한민국 선수단